# Empfing (Gemeinde Ardagger)
Empfing ist eine Ortschaft der Marktgemeinde Ardagger in Niederösterreich.

## Geografie
Das Dorf an der Kreuzung der Landesstraßen L6062 und L6063 liegt knapp nordwestlich von Stephanshart in dessen Katastralgemeinde. Empfing besteht aus einigen landwirtschaftlichen Anwesen sowie mehreren Einfamilienhäusern.

## Geschichte
Laut Adressbuch von Österreich waren im Jahr 1938 in Empfing ein Bäcker, ein Gastwirt, ein Gemischtwarenhändler, zwei Müller, ein Schmied, ein Schneider, ein Schuster, ein Trafikant, ein Wagner und einige Landwirte ansässig. Bis zur Eingemeindung nach Ardagger war der Ort ein Teil der damaligen Gemeinde Stephanshart.